# بيري كيتشن
بيري كيتشن (بالإنجليزية: Perry Kitchen)‏ (29 فبراير 1992 إنديانابوليس، الولايات المتحدة - ) هو لاعب كرة قدم أمريكي، وهو لاعب خط وسط.

## وصلات خارجية
بيري كيتشن على موقع الاتحاد الدولي (مؤرشف)  (الإنجليزية)
- بيري كيتشن على موقع الدوري الأمريكي (الإنجليزية)
- بيري كيتشن على موقع قاعدة بيانات كرة القدم.إي يو (الإنجليزية)
- بيري كيتشن على موقع ناشيونال فوتبول تيمز (الإنجليزية)
- بيري كيتشن على موقع Soccerway.com (الإنجليزية)
- بيري كيتشن على موقع عالم كرة القدم.نت (الإنجليزية)
- بيري كيتشن على موقع AS.com (الإسبانية)